# Dorick Wright
Dorick McGowan Wright (ur. 15 listopada 1945 w Belize City, zm. 15 kwietnia 2020) – belizeński duchowny rzymskokatolicki, biskup Belize City – Belmopan w latach 2006-2017.

## Życiorys
Święcenia kapłańskie otrzymał 27 czerwca 1975. Służył na terenie diecezji Belize City – Belmopan przede wszystkim jako wikariusz i proboszcz. Był także m.in. ekonomem diecezjalnym, kapelanem szpitala i policji, a także kierownikiem Rady Kapłańskiej.
12 grudnia 2001 papież Jan Paweł II mianował go biskupem pomocniczym diecezji Belize City – Belmopan ze stolicą tytularną Thimida Regia. Sakry biskupiej udzielił mu 4 kwietnia 2002 ówczesny ordynariusz - biskup Osmond Martin.
18 listopada 2006 został mianowany biskupem ordynariuszem diecezji Belize City – Belmopan.
26 stycznia 2017 papież przyjął złożoną przez niego rezygnację z kierowania diecezją.